# Echinula asteriadiformis
Echinula asteriadiformis är en svampart som beskrevs av Graddon 1977. Echinula asteriadiformis ingår i släktet Echinula och familjen Hyaloscyphaceae.  Arten är reproducerande i Sverige. Inga underarter finns listade i Catalogue of Life.